# Dactylolabis (Coenolabis) aberrans
Dactylolabis (Coenolabis) aberrans is een tweevleugelige uit de familie steltmuggen (Limoniidae). De soort komt voor in het Palearctisch gebied.